# Того на Светском првенству у атлетици у дворани 2022.
Того је учествовао на 18. Светском првенству у атлетици у дворани 2022. одржаном у Београду од 18. до 20. марта. Репрезентацију Тогоа на њеном десетом наступу на светским првенствима представљао је 1 атлетичар који се такмичио у трци на 60 метара.,
На овом првенству такмичар Тогоа није освојио ниједну медаљу. Није било нових националних, личних и рекорда сезоне.

## Учесници
Мушкарци:
- Kokoutse Fabrice Dabla — 60 м

## Резултати

### Мушкарци
| Атлетичар              | Дисциплина | Лични рекорд | Квалификације | Квалификације | Полуфинале           | Полуфинале           | Финале               | Финале       | Детаљи |
| Атлетичар              | Дисциплина | Лични рекорд | Резултат      | Место         | Резултат             | Место                | Резултат             | Место        | Детаљи |
| ---------------------- | ---------- | ------------ | ------------- | ------------- | -------------------- | -------------------- | -------------------- | ------------ | ------ |
| Kokoutse Fabrice Dabla | 60 м       | 6,72         | 6,87(.865)    | 5. у гр. 6    | Није се квалификовао | Није се квалификовао | Није се квалификовао | 39 / 43 (50) |        |